# Talaud-szigeti halción
A Talaud-szigeti halción (Todiramphus enigma) a madarak osztályának szalakótaalakúak (Coraciiformes) rendjébe, ezen belül a jégmadárfélék (Alcedinidae) családjába tartozó faj.

## Rendszerezése
A fajt Ernst Hartert német ornitológus írta le 1904-ben, a Halcyon nembe Halcyon enigma néven.

## Előfordulása
Indonéziához tartozó Talaud-szigetek területén honos. Természetes élőhelye szubtrópusi és trópusi síkvidéki esőerdők, folyók és patakok közelében. Állandó, nem vonuló faj.

## Természetvédelmi helyzete
Az elterjedési területe kicsi, egyedszáma viszont stabil. A Természetvédelmi Világszövetség Vörös listáján mérsékelten fenyegetett fajként szerepel.